# Tom Johnson
Tom Johnson (født 18. november 1939, død 31. december 2024) var en amerikansk minimalistisk komponist.
Han emigrerede i 1983 til Frankrig.
Slog igennem med den hyppigt opførte opera The Four-Note Opera fra 1972. Har også skrevet teatermusik og kammermusik.